# J・D・リンド
ジェームス・ダグラス・リンド（英: James Douglas Lind、1985年2月19日 - ）は、カナダ出身のカーリング選手、指導者。2013年から2022年まで日本カーリング協会ナショナルコーチを務め、現在はロコ・ソラーレヘッドコーチを務める。愛称は、JD。2014年ソチオリンピック、2018年平昌オリンピック、2022年北京オリンピックと3つのオリンピックで日本代表チームを指導し、2018年平昌オリンピックでは女子チームを銅メダルに、2022年北京オリンピックでは銀メダルに導いた。

## 経歴

### 選手として
ジュニアからカーリングを始める。2004年、Twin Anchors Houseboats Vacations / Prestige Inn Classicでスキップを務め、準優勝。2011年のWorld Financial Group ClassicではTeam Virtueのサードを務め、優勝。2012年、Boston Pizza CupでTeam Virtueのサードとして、HDF Insurance Shoot-OutでTeam Thomasのサードとして、それぞれ銀メダルを獲得した。

### コーチとして
2007年、カナダ・ジュニアカーリング選手権でTeam Thomasのコーチを務め、コーチとしてのキャリアをスタート。2013年～2016年、北海道札幌市の北海道女子カーリングアカデミーでヘッドコーチとして3年間の講習を担当。2013年から日本カーリング協会でナショナルコーチを務める。
2014年のソチオリンピックでは、日本女子代表チームである北海道札幌市の北海道銀行フォルティウスのコーチを務め、5位入賞。
2018年の平昌オリンピックでは、日本女子代表チームである北海道北見市常呂町のLS北見（ロコ・ソラーレ）のコーチを務め、男女を通じて初のメダルとなる銅メダルに導いた。また、日本男子代表チームである長野県軽井沢町のスポーツコミュニティー軽井沢クラブのコーチを務め、8位入賞した。
2022年の北京オリンピックでは、前回の平昌大会に引き続き、日本女子代表チームであるロコ・ソラーレのコーチを務め、銀メダルへ導いた。
2022年9月30日付けで日本カーリング協会との契約解除により、ナショナルコーチを退任した。しかし、その直後の10月4日からロコ・ソラーレのヘッドコーチに就任した。

## 人物
2016年に結婚し、息子が1人いる。また、カナダ・アルバータ州南部のカーリング殿堂入りをしている。

## 指導したチーム
- フォルティウス - 2014年ソチオリンピック日本女子代表チーム。
- ロコ・ソラーレ - 2018年平昌オリンピック、2022年北京オリンピック日本女子代表チーム。
- スポーツコミュニティー軽井沢クラブ - 2018年平昌オリンピック日本男子代表チーム。